# Мезерницкий, Юрий Полиенович
Юрий Полиенович Мезерницкий (1907, Санкт-Петербург — 1971, Ленинград) — советский художник, книжный график.

## Биография
Сын известного петербургского врача-физиотерапевта, профессора П. Г. Мезерницкого (1878—1943). Ученик художника Владимира Фаворского.
Основное творческое направление — ксилография (гравюра на дереве) и книжное оформление. Создал обложки и иллюстрации к более чем 600 книгам.
Его авторству принадлежат гравюры к романам Э. Войнич «Овод», А. Слонимского «Черниговцы», Мавродина «Петр I», Э. Грина «Ветер с юга», серия гравюр о блокадном Ленинграде.
С 1936 года стоял у истоков пионерского журнала «Костёр», организованного при издательстве «Детская литература» в Ленинграде. Журнал пользовался большой популярностью у юных читателей и выходил даже в период блокады Ленинграда.
В годы Великой Отечественной войны Мезерницкий служил в маскировочной лаборатории Балтийского флота и одновременно продолжал рисовать иллюстрации для «Костра». В 1946 году выпуск журнала был прекращён и возобновлён лишь через десятилетие — в 1956 году.
С 1960 года Мезерницкий — художественный редактор возрожденного журнала «Костёр». Он сумел собрать вокруг себя таких замечательных мастеров, как Владимир Конашевич, Юрий Васнецов, Евгений Чарушин, Алексей Пахомов, а затем и молодых — Георгия Ковенчука, Михаила Беломлинского, Бориса Власова.
Будучи главным художником «Костра» Юрий Мезерницкий придумал логотип журнала — одновременно красный галстук и язычок пламени огромного костра. После смерти Мезерницкого в 1971 году ему на смену пришёл Михаил Беломлинский (1971—1978), автор замечательных остроумных рисунков.
Похоронен на Красненьком кладбище Санкт-Петербурга.

## Некоторые из произведений
- Две гравюры на дереве к произведению М. Ю. Лермонтова «Герой нашего времени». 1941 год[1].